# Tánger (álbum)
Tánger es el noveno álbum de estudio de la banda de rock española Medina Azahara, publicado el 21 de septiembre de 1998 por la discográfica Avispa Music. 

## Detalles
El álbum fue grabado "a caballo, entre Madrid y Tánger", como decían las notas de prensa de la época.
Tánger sigue la estela abierta con su antecesor Árabe pero buceando aún más en los sonidos marroquíes. 
El disco cuenta también con la participación de la orquesta marroquí Taktuka Yeblia del Maestro Ahmed Guerfti Amrani, consiguiendo una fusión perfecta con los instrumentos de la banda, además de dos voces femeninas como coristas, Celia y Natalia Vergara, que ya acompañaron al grupo en la gira de su álbum en directo A toda esa gente.
Tánger tiene, además, el récord absoluto de discos de Medina Azahara en conseguir un disco de oro, ya que de nuevo alcanzó las 50 000 copias vendidas a los pocos días de ponerse a la venta, debutando en el puesto nº 10 de la lista de Afyve.

## Lista de canciones
1. "Danza al viento" - 4:10
2. "Como un sueño" - 4:15
3. "Un instante junto a ti" - 4:40
4. "Solo un camino" - 3:20
5. "Regalarte una estrella" - 4:01
6. "El lento atardecer" - 4:16
7. "Confusión y realidad" - 4:23
8. "Cuando se pierde el amor" - 4:41
9. "Loco por ti" - 2:43
10. "Deja de llorar" - 4:37
11. "Tiempo de abril" - 3:43
12. "Solamente mía" - 4:04
13. "Miénteme" - 3:20

## Créditos
- Manuel Martínez - voz
- Paco Ventura - guitarras
- José Miguel Fernández - bajo
- Manu Reyes - batería
- Alfonso Ortega - teclados